# World Racing
World Racing – komputerowa gra wyścigowa wyprodukowana przez niemieckie studio Synetic. Gra została wydana przez TDK Mediactive 28 lutego 2003 roku na platformę Xbox. Następnie gra została wydana na platformy GameCube, PlayStation 2 i PC. Kontynuacja World Racing 2 została wydana 29 września 2005 roku.
Gra zawiera ponad 120 licencjonowanych samochodów marki Mercedes-Benz.

## Wydanie
Gra została wydana przez TDK Mediactive 28 lutego 2003 roku na platformę Xbox. W ciągu kilku miesięcy gra została wydana na platformy GameCube 8 kwietnia, PC 18 września i PlayStation 2 19 września. Kontynuacja gry zatytułowana World Racing 2 została wydana 29 września 2005 roku na platformy PC i Xbox. 13 stycznia 2006 roku gra została wydana na platformę PlayStation 2.